# Joachim Eilers
Joachim Eilers (Colònia, 13 de febrer de 1990) és un ciclista alemany especialista en pista. Guanyador de set medalles als Campionats del Món en pista, dues d'elles d'or també s'ha proclamat Campió d'Europa en diferents modalitats.

## Palmarès
- 2009
  -  Campió d'Alemanya en Quilòmetre contrarellotge
- 2010
  -  Campió d'Europa sub-23 en Keirin
  -  Campió d'Europa sub-23 en Velocitat per equips (amb Philipp Thiele i Tobias Wächter)
- 2011
  -  Campió d'Europa sub-23 en Velocitat per equips (amb Erik Balzer i Stefan Bötticher)
- 2012
  -  Campió d'Europa de Velocitat per equips (amb Tobias Wächter i Max Niederlag)
- 2014
  -  Campió d'Europa de Keirin
  -  Campió d'Europa de Velocitat per equips (amb Tobias Wächter i Robert Förstemann)
- 2016
  -  Campió del món en Keirin
  -  Campió del món en Quilòmetre contrarellotge
  -  Campió d'Alemanya en Quilòmetre contrarellotge

### Resultats a laCopa del Món
- 2011-2012
  - 1r a Astanà, en Velocitat per equips
- 2013-2014
  - 1r a Aguascalientes, en Velocitat per equips
- 2014-2015
  - 1r a Guadalajara, en Keirin
  - 1r a Londres, en Velocitat per equips
- 2015-2016
  - 1r a la Classificació general i a les proves de Cali i Cambridge, en Keirin
  - 1r a Cali i Cambridge, en Velocitat per equips
- 2017-2018
  - 1r a Manchester, en Velocitat per equips